# سفارة إندونيسيا في موسكو
سفارة إندونيسيا في روسيا هي التمثيلية الرسمية وسفارة إندونيسيا في روسيا.

## مقالات ذات صلة
- سفارة إندونيسيا في واشنطن العاصمة
- سفارة إندونيسيا في كوالالمبور